# Жугао
Жуга́о (кит. упр. 如皋, пиньинь Rúgāo, буквально: «земля у уреза воды») — городской уезд городского округа Наньтун провинции Цзянсу (КНР).

## История
Ещё в «Чжоу ли» и «Цзо чжуань» упоминались бухта Жугаоган и деревня Жугаоцунь.
Во времена империи Восточная Цзинь в 411 году был создан уезд Жугао (如皋县). Во времена империи Суй он был присоединён к уезду Нинхай (宁海县), но при Южной Тан в 952 году образован вновь и подчинён области Тайчжоу (泰州). Во времена империи Цин в 1724 году уезд был переведён в состав области Тунчжоу (通州). После Синьхайской революции в Китае была проведена реформа административного деления, и в 1912 году области были упразднены.
Во время Второй мировой войны действовавшая в японском тылу Новая 4-я армия китайских коммунистов в 1940 году заняла западную часть уезда Жугао, а в 1941 году организовала там уезд Жуси (如西县); таким образом уезд Жугао оказался разделён по Тунчанскому каналу на два уезда. После капитуляции Японии Новая 4-я армия 21 сентября 1945 года заняла административный центр уезда Жугао, и уезд Жуси был переименован в Жугао, а оставшаяся восточная часть прежнего уезда стала уездом Жудун.
В 1949 году был создан Специальный район Наньтун (南通专区), и уезд вошёл в его состав. В 1970 году Специальный район Наньтун был переименован в Округ Наньтун (南通地区).
В 1983 году были расформированы город Наньтун и округ Наньтун, и был образован городской округ Наньтун.
В 1991 году уезд Жугао был преобразован в городской уезд.

## Административное деление
Городской уезд делится на 3 уличных комитета и 11 посёлков.